# الگوریتم هوشن–کوپلمن
الگوریتم هوشن-کوپلمن (به انگلیسی: Hoshen-Kopelman algorithm) در سال ۱۹۷۶ توسط جی. هوشان و آر. کوپلمن برای گسترش آنالیز خوشه (کلاستر) در پدیده نفوذ معرفی شد که به الگوریتم HK نیز معروف است. این الگوریتم برای برچسب زدن خوشه‌ها در شبکه‌ای منظم از سلول‌ها بکار می‌رود. هر سلول در این شبکه می‌تواند یکی از دو حالت "اشغال شده" یا "اشغال نشده" را داشته باشد.
ایده اصلی الگوریتم HK اسکن سلول‌های اشغال نشده در شبکه است.